# Зелена крастава жаба
Зелената крастава жаба (Bufo viridis) е вид земноводно от семейство Крастави жаби (Bufonidae), срещащо се и в България. Оцветена е в светлозелено с тъмнозелени петна.

## Разпространение
Зелената крастава жаба се среща от долината на Рейн на запад до Централна Азия на изток. На север ареалът ѝ достига до Южна Швеция, приблизително 60° северна ширина в европейската част на Русия и 50° северна ширина в Сибир. Среща се и в Северна Африка, северната част на Арабския полуостров и Иран.
Зелената крастава жаба е много сухоустойчив вид, като се среща и в полупустинни местности без близки водоеми. Типична е за равнинните степни области, като избягва горите. Добре се приспособява към интензивно обработвани земи, като дори е по-многобройна в селските дворове, отколкото извън населените места.
В България зелената крастава жаба се среща в цялата страна до надморска височина от 1200 m, но е намирана в Рила на височина от 2300 m. Разпространен е подвидът B. v. viridis.

## Начин на живот и хранене
Зелената крастава жаба се храни с насекоми, червеи, паякообразни, охлюви. Известно е, че унищожава много селскостопански вредители (колорадски бръмбари, зелеви гъсеници и други).
Зелената крастава жаба е активна предимно нощем, но понякога излиза и през хладни и дъждовни дни. Денят прекарва закопана в рохка земя, скрита сред влажна шума или на някое друго подходящо място. Зимува в дупки на гризачи, мазета и водомерни шахти в селата и други подземни скривалища.

## Размножаване
Размножителният период на зелената крастава жаба е най-често през април. Тогава женските снасят 3000 – 7000 яйца (рядко до 12 800) в различни плитки водни басейни, включително временни локви. Те са разположени в прозрачни шнурове, достигащи дължина до 7 m, които копулиращата двойка прикрепва към подводната растителност. Малките метаморфозират за 45 – 65 дни, като в сухите райони на Централна Азия това може да стане и за 21 дни.

## Допълнителни сведения
Зелената крастава жаба е защитена от Приложение II на Бернската конвенция и от Приложение III на Закона за биологичното разнообразие.